# Igoumenitsa
Igoumenitsa este un oraș și port în partea de vest a Greciei, în Epir, pe malul  mării Ionice. De aici pornește Autostrada 2 din Grecia, denumită și Egnatia Odos.